# コーリン・チャップマン
アンソニー・コーリン・ブルース・チャップマン CBE（Anthony Colin Bruce Chapman 、1928年5月19日 - 1982年12月16日）は、自動車産業に強い影響を与えたイギリス人デザイナー、発明家、製造者、F1ドライバー。自動車メーカー「ロータス・カーズ」の創業者。

## 人物
ユニヴァーシティ・カレッジ・ロンドンで構造力学を学んだチャップマンは、大学内の飛行機団体にも参加して飛行の方法を修得した。1948年に卒業した後、彼は短い期間のみイギリス空軍に所属した。最新の航空宇宙工学技術に関する彼の知識は、彼を著名たらしめている自動車技術の進歩において不可欠なものであるということが証明されている。彼の指揮の下、チーム・ロータスは1962年から1978年にかけて、フォーミュラ1世界選手権を7度勝ち取り、アメリカのインディ500でも優勝した。公道用車両の製造をしていたロータス・カーズでは、何万台もの手ごろでかつ最先端のスポーツカーを製造した。ロータスは1970年代の工業不況の後、イギリスで今も活動を続ける数少ない高性能自動車製造業者の1つである。
また、彼の有名なパフォーマンスに「自チームの車が勝つと、自分の被っていた帽子を投げる」というのがあった。
コーリンは1982年12月に、心筋梗塞のため54歳で急逝した。『クラシック・チーム・ロータス』の代表を務めるクライブ・チャップマンは長男。

## 経歴
「オレンジ・ツリー」というパブを経営していたスタンレー・フランク・ケネディ・チャップマンと、その妻メアリの間の唯一の子として、1928年5月19日にサリーリッチモンドにて誕生した。
2歳の時、一家はイースト・ライディング・オブ・ヨークシャーホーンジーに転居し、父スタンレーはトッテンハム通りにあるレールウェイ・ホテルを引き継いだ。第二次世界大戦終了直前に一家は北フィンチレーにビーチ・ドライブに転居し、父スタンレーはホーンジーのパブ経営を続けた。コーリンは聡明で、1945年10月にロンドン大学ユニヴァーシティ・カレッジ・ロンドンへ入学しエンジニアリングを学んだ。
オートバイであるパンサー・350でフィンチレーの自宅から通学していた途中、タクシーと交通事故を起こし、愛車は大破、本人も大けがを負った。心配した両親は「二輪よりは安全だろう」と1937年型モーリス・8ツアラーの中古車をクリスマスプレゼントとして渡し、これが自動車との出会いとなった。この頃、後に妻となるヘイゼル・ウィリアムスと出会い、モーリスに乗せてドライブに出かけたりしていたという。
コーリンはすぐ自動車に夢中になり、大学の友人コーリン・デアと中古車売買をアルバイトで始めた。当時ガソリン配給権で有利な中古車は人気があり、ここで運転技術や商売、話術を磨いた。

1947年10月にガソリン配給制は解除され、中古車の値段は一気に下がった。前年から新車の生産も始まっており、コーリンは900ポンド分の在庫を処分したが400ポンドにしかならず、しかも1930年式のオースチン・7だけはどれだけ値段を下げても売れなかった。そこでコーリンはこのオースチンを改造することにし、ガールフレンドのヘイゼル・ウィリアムスの家の裏庭にあった鍵付きのガレージで改造を始めた。これにはデアのほか、近所に住んでいたロドニー・ナッキーも参加し、ヘイゼルも塗装作業に参加したという。コーリンはこのオースチンに「ロータス」と名付けて再登録を受け、登録ナンバー「OX9292」を受けた。
1948年春、コーリンはロータス・マーク1で地元の自動車レースに出場し始めた。車に「ロータス」と名づけた理由をコーリンは一切明かしていないが、数ある説の1つとして彼のガールフレンド（後の妻）であったヘイゼルに対して、彼が「蓮の花」（Lotus blossom ）というあだ名を付けたためではないかと言われている。
賞金を獲得できたため、コーリンは続いてロータス・マーク2の開発に着手。ロータス・マーク6に至るまでの成功により、これらの自動車をキットにして販売することを始めた。1956年には100台を超えるロータス・マーク6が販売された。1957年に発売されたロータス・セブンは目覚ましい売上げを記録し、現在でもケーターハムが派生版を製造しているほどである。また長年にわたり、多くの製造者から合計90を超えるロータス・セブンのコピー版、レプリカ、派生版などが販売された。
1950年代にチャップマンはフォーミュラカーの製造に参入し、一連のレーシングカーを設計・製造した。彼がF1にたどり着くまでの間、これらの車両は大成功を収め、非常に需要が高かった。ジョン・クーパーとともに、チャップマンはモータースポーツの頂点に革命を起こした。彼らの小型軽量でミッドシップの車両は、馬力の面でハンデがあったにもかかわらず、操舵性が非常に良かったためにしばしばフロントエンジンのフェラーリやマセラティを打ち負かすほど競争力が高かった。ジム・クラークの駆るロータス・25は、1963年に初のF1ワールドチャンピオンをもたらし、1965年のインディ500においてもクラークの駆るロータス・38は、インディアナポリスで勝利を手にした史上初のミッドシップカーとなった。しかし、クラークは1968年にホッケンハイムリンクにおけるF2レース中に不慮の死を遂げ、生前深い親交のあったチャップマンは大きなショックを受けた。
ロータスの従業員であった自動車業界の著名人は数多くいるが、後にコスワースの創設者となったマイク・コスティンとキース・ダックワースが有名である。
どちらかと言えば下層階級に属する出自を持つチャップマンは、自動車レースの世界に広告（スポンサーシップ）を持ち込んだビジネスマンでもあった。それはF1が金持ちの紳士向け娯楽から、数百万ポンドをつぎ込むハイテク産業へと変貌する過程の始まりであった。1966年、コスワースがDFVエンジンを開発するためのスポンサーとなるよう、フォードを説得したのもチャップマンである。彼は死の少し前、ジョン・デロリアンが所有するデロリアンが北アイルランドでスポーツカーを製造するために出資した（問題の多い）ベンチャーに関与するようになった。彼がどの程度関与していたかは不明だが、デロリアン製自動車の開発に対する政府融資の不正流用について共謀の嫌疑がかけられ、捜査対象になっていた。チャップマンの同僚で親友でもあったフレッド・ブッシェルは「故コーリン・チャップマンらと共謀してデロリアンを不正に乗っ取ろうとした」かどで有罪となり、4年の禁固刑を受けた。ジョン・デロリアンは麻薬取引で告発されたが、無罪となった。

## 技術革新
チャップマンによるアイデアの多くは、その後もF1を始めとするトップレベルのモータースポーツにおいて受け継がれている。
1. 特異な構造のストラット式サスペンションの後輪への導入
2. エンジンを構造体の一部とする設計
3. スポンサーフィーの導入
4. 動力を用いないグランドエフェクトの導入
5. ウィングカーの延長としてのツインシャーシの導入

彼はハーフシャフトをロワアームの一部として利用するストラット式サスペンションを後輪のサスペンションデバイスとして初めて利用した。
これに続く彼の技術革新は、モノコック式の車体を導入したことである。これは、彼が航空技術を自動車分野に導入した最初の大きな成果である。この結果、車体はより軽くしかも強固になり、衝突事故の際により、より高いドライバー保護を実現した。モノコック車体を導入した最初期の車は1922年のランチアのラムダや1934年のシトロエンのトラクシオン・アバンであったが、ロータスは1958年のエリートからこの技術を採用した。エリートの改良されたモノコック車体はグラスファイバー製で、複合材料を用いた最初の自動車の1つでもあった。
1962年、彼はレーシングカーの分野において、ミッドシップF1カーであるロータス・25によって技術革新をもたらした。モノコックシャシーは、それまで何十年にもわたってF1の標準デザインであったスペースフレームシャシーを急速に駆逐した。その後シャシーの素材はアルミニウムからカーボンファイバーへと変わったが、これらのシャシー構造は2020年代でも最上位のレーシングカテゴリーにおける標準構造となっている。エンジンとトランスミッションをシャシー全体の応力要素として用いたのもチャップマンが最初であり、これもまた現代のレーシングカーで広く採用されている。
ジム・ホールのシャパラルに触発され、チャップマンは航空力学をF1カーのデザインに導入した。彼は車体の前後に翼（ウイング）を取り付けることで、ダウンフォースの概念を広く普及させた。最初は「きれいな空気」（車自体によって乱されていないという意味で）を受けられるよう、車体の3ft（約0.9m）ほど上にウイングを取り付けた。しかし細い支柱はしばしば壊れてしまい、国際自動車連盟(FIA)はウイングを車体に直接取り付けるよう義務付けた。チャップマンはラジエーターを車の先頭からどかせることで、車体前面を小さくし空気抵抗を減少させる方法を初めて採用した。これらの概念もやはり現代の高性能レーシングカーにおいても基本仕様といえる。
チャップマンはレース界におけるビジネス面での革新者でもあった。彼はF1では初めて、車を（車以外の製品を売るための）広告塔へと変えた。最初はタバコブランドの一つである「ゴールドリーフ」を掲げ、やがて最も有名な「ジョン・プレーヤー・スペシャル」のパッケージカラーをまとった。
チャップマンはトニー・ラッドやピーター・ライトとともに、地面効果（グラウンド・エフェクト・カー）をロータス・78でF1に導入した。最初は低圧部分を隔離するための動く「スカート」を取り付けていた。チャップマンが次に開発したのは、ウイングを廃して高速時の空気抵抗を減少させ、全てのダウンフォースを地面効果のみから獲得するマシンだった。しかし、スカートはコーナリング時に破損することがあり、その場合にダウンフォースが失われて車体が不安定になることから、可動式スカートは最終的に禁止された。FIAはフラットボトム（ベンチュリ形状を排除するための平坦な車体下面）を義務付けたり、車体下面の最低地上高を大きく取るなど、地面効果を減少させる手段を講じた（もちろん、デザイナーたちは風洞実験を通じて失われたダウンフォースを回復すべく努力した）。
彼の最後の技術革新の1つに、二重シャシーを持つF1カー、ロータス・88が挙げられる。この時代における地面効果を最大限に得るためには、空気と接する面は正確に配置される必要があり、このためサスペンションは非常に硬いセッティングとなった。しかし、これはドライバーを身体的に酷使するものであった。この問題を解決するため、チャップマンは2つのシャシーを持つマシンを作った。ドライバーが着座するシャシーは柔かいバネを使い、スカートを装備するもう一方のシャシーは硬いバネでほとんど動かない、という二重構造だった。2レースにおいてこのマシンはレース車検を無事通過したが、他のチームから抗議を受けたことで、結局出走が認められなくなった。このような状況で開発は継続されず、このアイデアがうまくいくかどうかは分からずじまいとなった。
こうした諸々の出来事は彼のF1に対する興味を失わせてしまい、自身が元々航空機に興味を持っていたことから独創的な航空機の設計者として著名なバート・ルータンに連絡を取り超軽量動力機の設計に力を入れるようになっていった。チャップマンが死んだまさにその日にも、チーム・ロータスはF1で最初のアクティブサスペンションをテストしていた。

## 受賞歴
- "Mike's Mug"（en:Royal Aero Clubより）、1961年
- 大英帝国勲章（コマンダー）、1970年
- 国際モータースポーツ殿堂、1994年

## レース戦績

### F1
| 年     | 所属チーム       | シャシー | 1   | 2   | 3   | 4   | 5       | 6   | 7   | 8   | WDC       | ポイント |
| ------ | ---------------- | -------- | --- | --- | --- | --- | ------- | --- | --- | --- | --------- | -------- |
| 1956年 | ヴァンダーヴェル | VW 2     | ARG | MON | 500 | BEL | FRA DNS | GBR | GER | ITA | NC (63位) | 0        |

### ル・マン24時間レース
| 年     | チーム                     | コ・ドライバー                   | 使用車両      | クラス | 周回 | 総合順位 | クラス順位 |
| ------ | -------------------------- | -------------------------------- | ------------- | ------ | ---- | -------- | ---------- |
| 1955年 | ロータス・エンジニアリング | ロン・フロックハート             | ロータス・Mk9 | S 1.1  | 99   | DNF      | DNF        |
| 1956年 | ロータス・エンジニアリング | ハーバート・マッケイ・フレイザー | ロータス・11  | S 1.5  | 172  | DNF      | DNF        |